# Brahms-Museum Hamburg

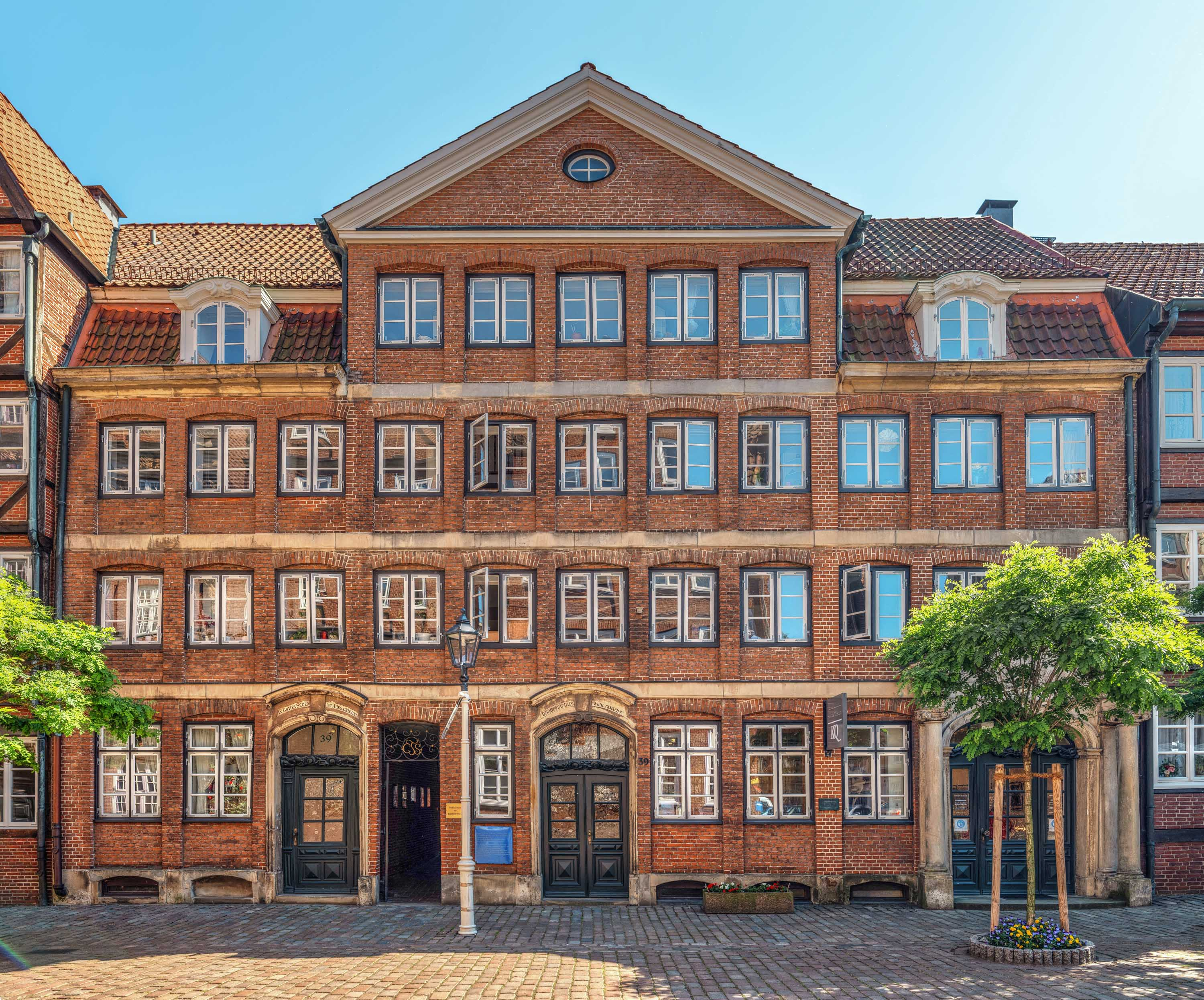
Brahms-Museum von außen

Das Brahms-Museum Hamburg befindet sich in der Peterstraße 39 unweit der St.-Michaelis-Kirche („Michel“), der Landungsbrücken, der Reeperbahn und des Museums für Hamburgische Geschichte und ist Teil des Komponistenquartiers Hamburg, welches aus weiteren Gedenkstätten für mit Hamburg verbundene Komponisten besteht.
Das Museum wurde 1971 in einem denkmalgeschützten Kaufmannshaus aus dem Jahr 1751 untergebracht. Hier wird anhand von Fotografien, gegenständlichen Objekten und Schriftstücken wie Konzertprogrammen, Briefen, Notenmanuskripten und anderen Dokumenten ein Überblick über Leben und Werk des Komponisten Johannes Brahms (1833–1897) vermittelt. Zudem bietet das Museum eine umfangreiche Präsenzbibliothek, die allen Gästen zu Studienzwecken zur Verfügung steht und in der sich ein originales Tafelklavier aus dem Jahr 1859 befindet, auf dem Brahms auch selbst gespielt und unterrichtet hat.
Das Museum wird von der 1969 gegründeten Johannes-Brahms-Gesellschaft betrieben, die das Andenken an Johannes Brahms pflegt und die nationale und internationale Brahms-Forschung fördert.

## Weblinks

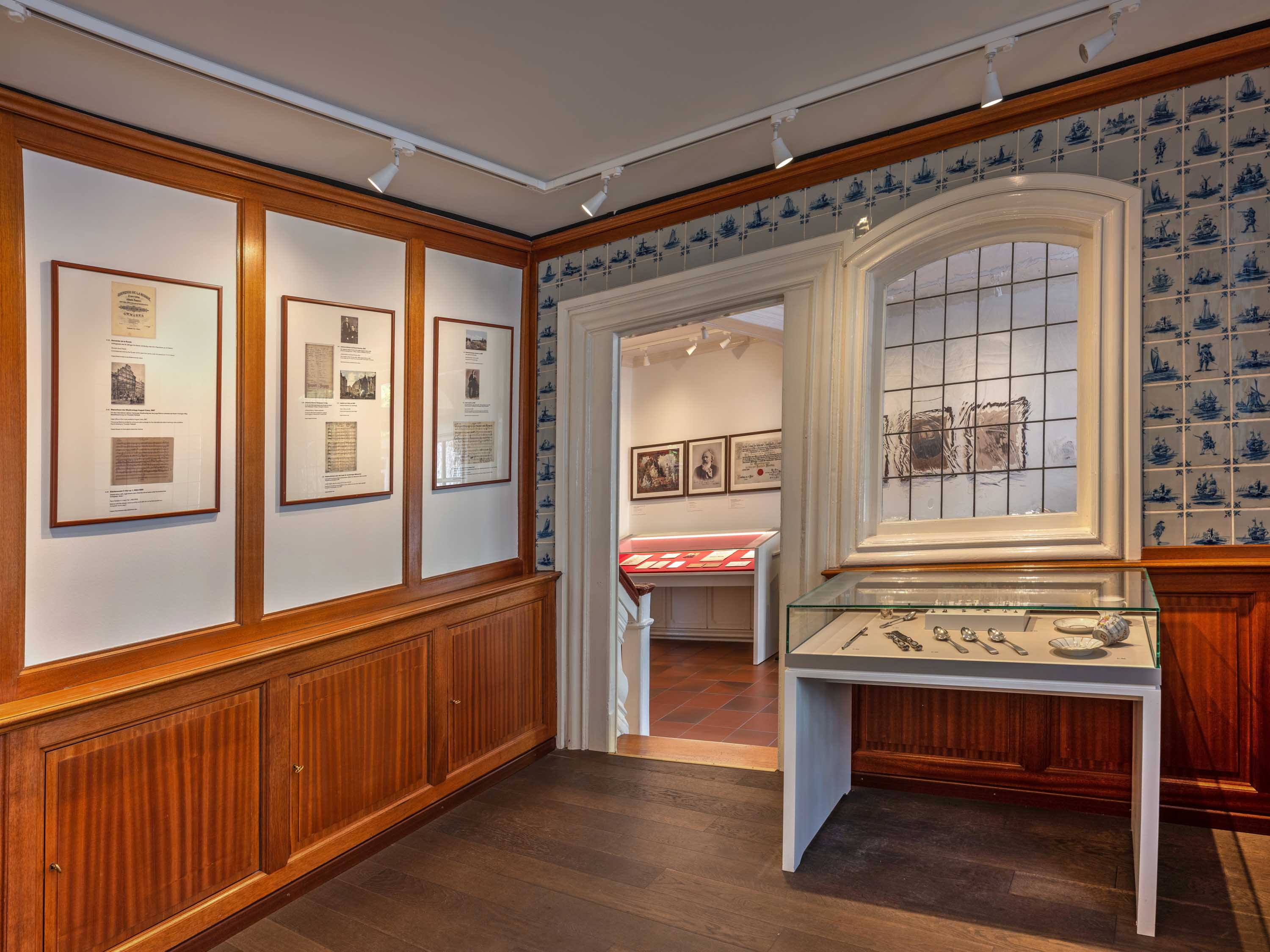
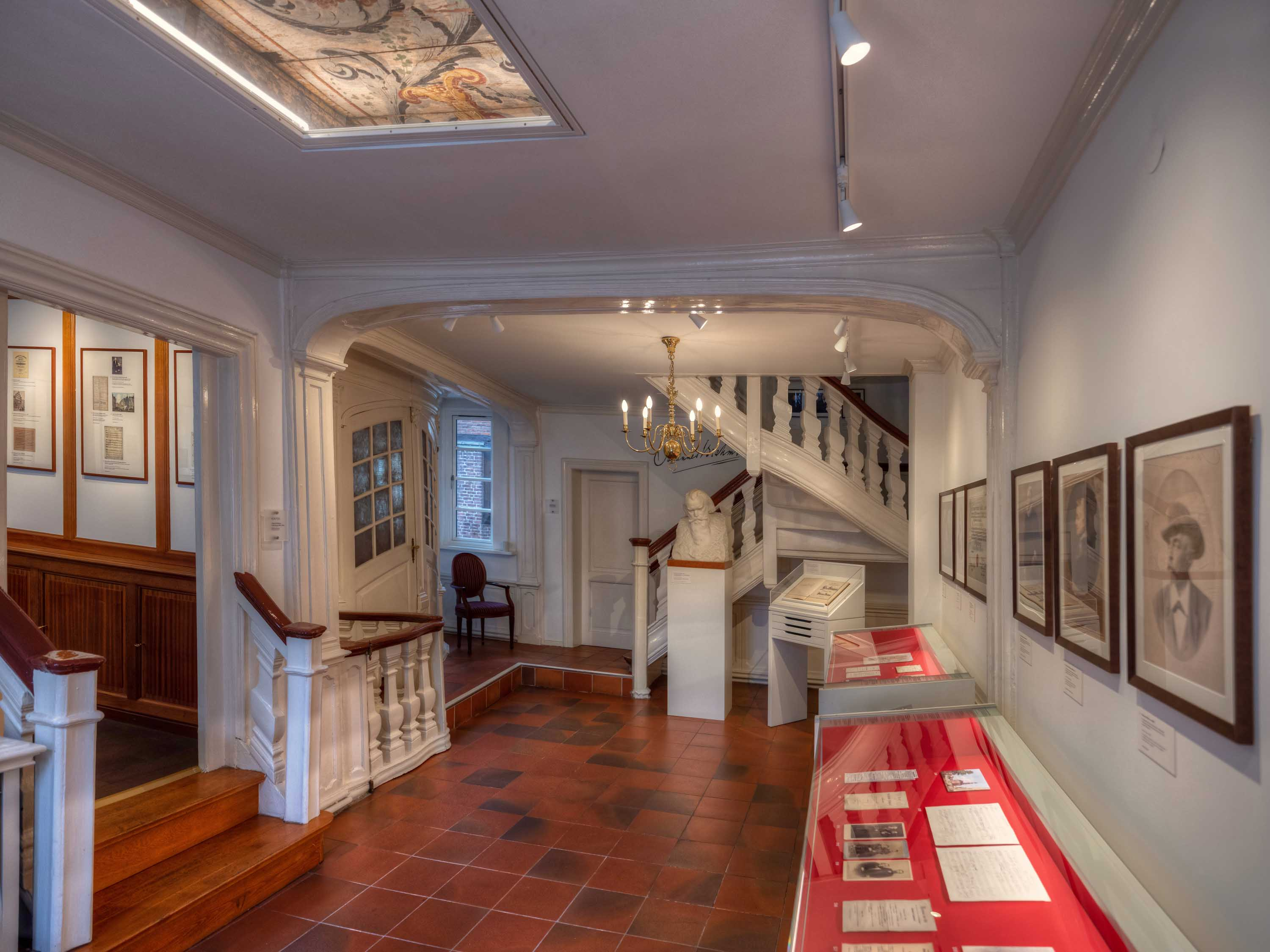
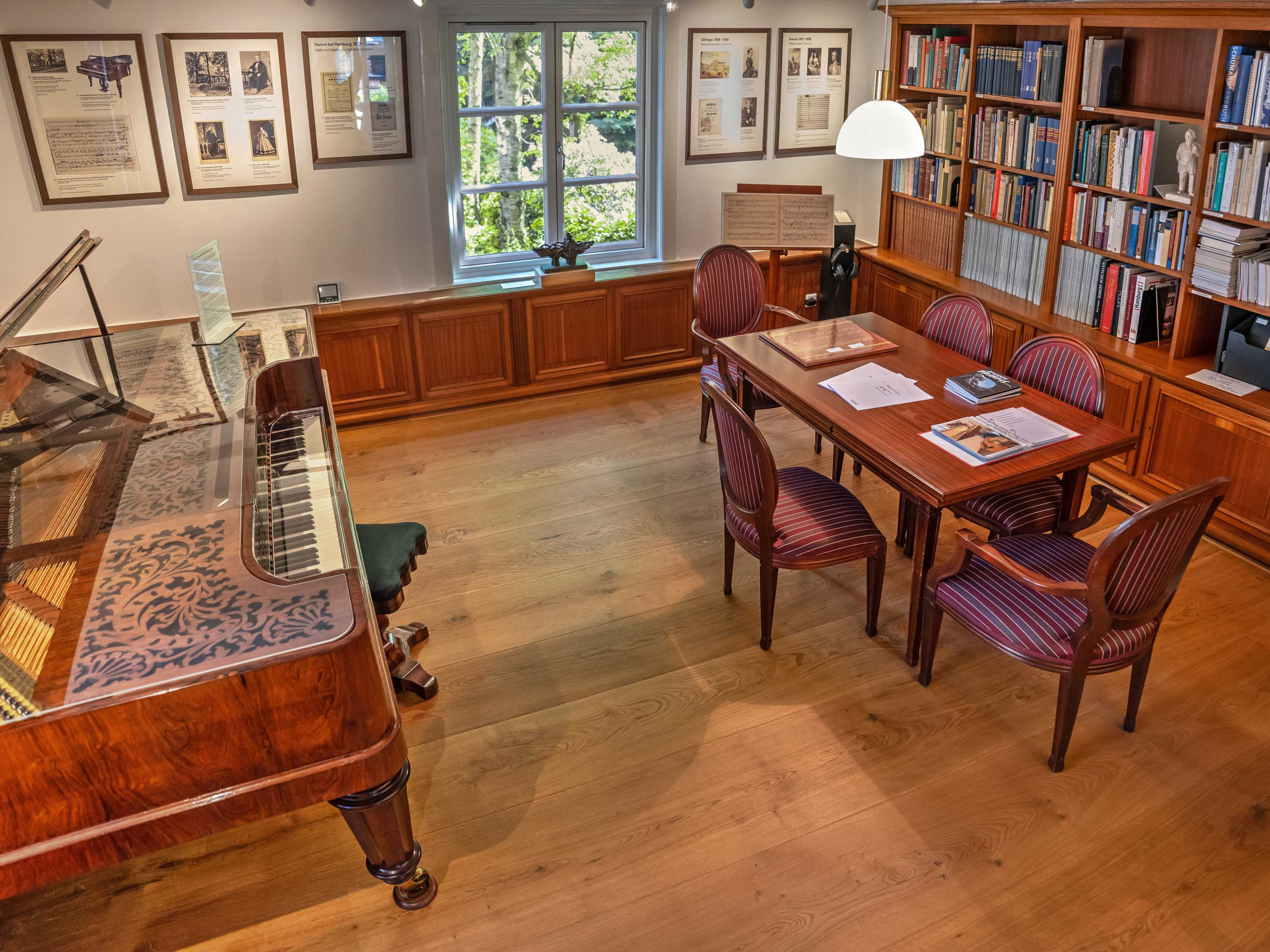
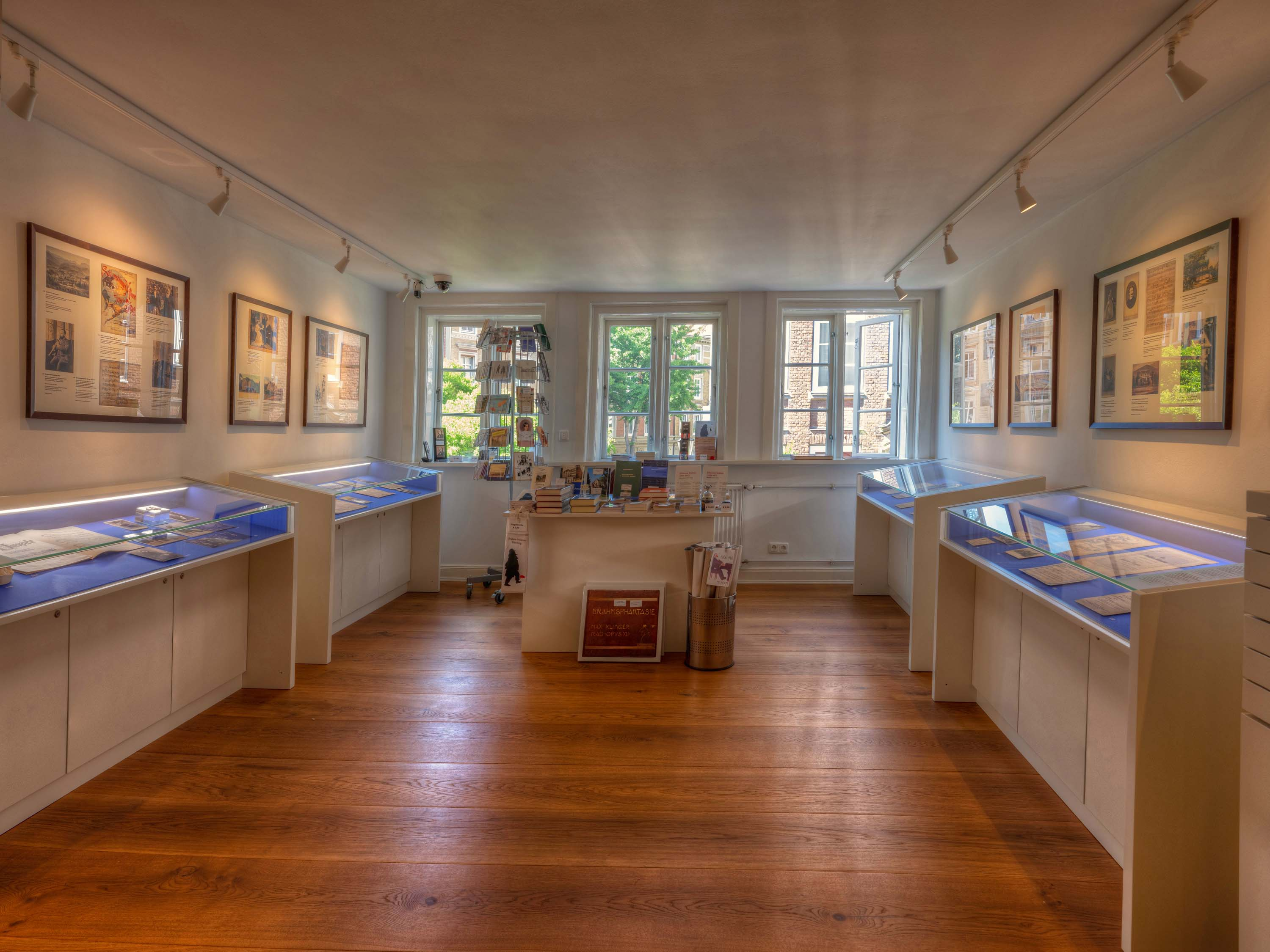